# День народження імператора
День народження імператора (яп. 天皇誕生日, Тенно: тандзьо: бі) — державне свято Японії. З тих пір, як на Хризантемовий трон зійшов Нарухіто, святкується 23 лютого. У 1868—1946 японською свято називалося «тентьо Сецу» (яп. 天長節), що теж означає «день народження імператора».

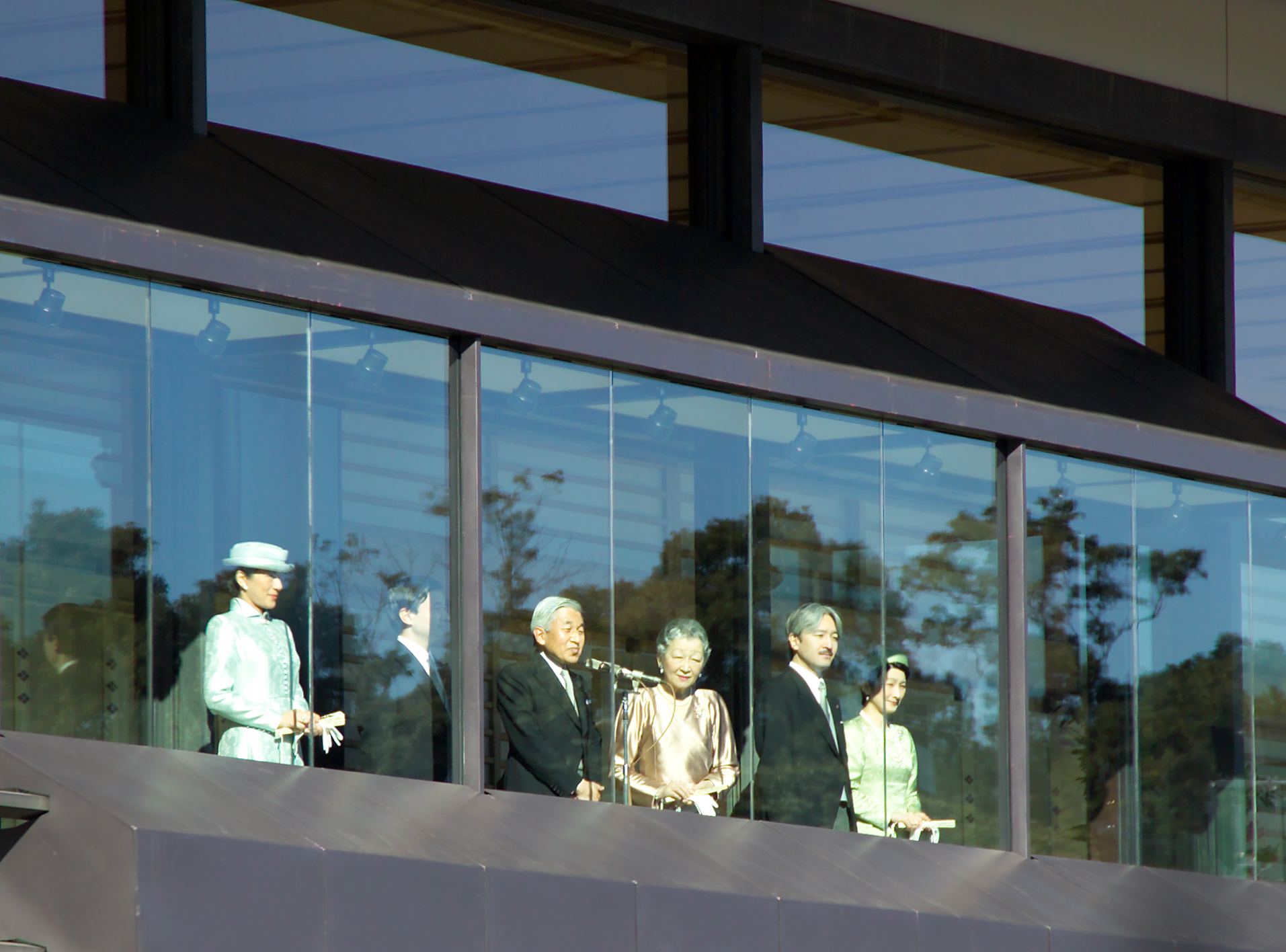
Імператорська родина. 23 грудня 2005

Під час правління імператора Мейдзі (Муцухіто) з 1868 по 1911 день народження імператора святкувався 3 листопада (зараз у цей день відзначається День культури).
Під час правління імператора Тайсьо з 1912 по 1926 день народження імператора святкувався 31 серпня.
Під час правління Хірохіто (1927—1988) день народження імператора святкувався 29 квітня. Після смерті Хірохіто 29 квітня залишилося державним святом, спочатку під назвою День зелені, а з 2007 — День Сьова, тоді як День зелені переміщений на 4 травня.
Імператорський палац Токіо зазвичай закритий для відвідувачів; за традицією, широкому загалу дозволяється пройти на палацову територію тільки двічі на рік — у день народження імператора і 2 січня.
У зв'язку зі зреченням Акіхіто і сходження на трон Нарухіто у 2019 році День народження імператора як державне свято був востаннє відзначений 23 грудня у 2018 році. З 2020 року свято відзначається 23 лютого — в день народження нового імператора.